# Dacian Cioloș
Dacian Julien Cioloș (ejtsd: Dácián Zsülián Csjolós, fonetikusan: [datʃiˈan ˈtʃjoloʃ], Zilah, 1969. július 27. –) román agrármérnök és politikus, Románia miniszterelnöke (2015–2017). Előzőleg a Popescu-Tăriceanu-kormány mezőgazdasági és vidékfejlesztési minisztere (2007–2008) volt, majd a José Manuel Barroso vezette Európai Bizottság mezőgazdasági és vidékfejlesztési biztosi funkcióját töltötte be (2010–2014), 2019-től pedig az Európai parlament, Újítsuk meg Európát liberális frakciójának a vezetői tisztségét tölti be.

## Élete

### Háttér és kormányzati pálya
Zilahon született, de gyermekkorának nagyobb részét édesanyja szülőfalujában, Szilágyperecsenen töltötte, itt szerette meg a gazdálkodást és a földművelést is. A szilágysomlyói agráripari szakközépiskola elvégzése után kertészmérnöki diplomát szerzett a Kolozsvári Agrártudományi és Állatorvosi Egyetem kertészeti karán (1994). Diákkorában a szélsőségesen nacionalista és xenofób Vatra Românească tagja volt, és egyes források szerint PUNR-tag is.
Tanulmányait folytatva képzettséget szerzett a mezőgazdasági fejlesztés gazdaságtanában a rennes-i École Nationale Supérieure Agronomique-on és a Montpellier 1 Egyetemen, ahol 1997-ben mesterfokozatot, 2006-ban pedig doktori címet szerzett. 2000 óta a Groupe de Bruges mezőgazdasági agytrösztjének tagja. Felesége, Valérie francia.
2002 és 2003 között dolgozott az Európai Bizottság Romániába delegált küldöttsége mellett, amely a SAPARD program országos beindítását készítette elő, majd minisztériumi tanácsosi pozíciót töltött be a mezőgazdasági miniszter mellett (2005–2007), és képviselte hazáját az Európa Tanács Mezőgazdasági Bizottságában. 2007 októberétől 2008 decemberéig a Călin Popescu-Tăriceanu vezette kabinetben a mezőgazdasági és vidékfejlesztési miniszteri tárcát vezette, mindvégig megőrizve szakértői hírnevét.
Bár Romániában Cioloș politikailag független, de európai szinten az Európai Néppárt tagja. 2009-ben a José Manuel Barroso az Európai Bizottság mezőgazdasági és vidékfejlesztési biztosának jelölte, és hivatalát 2010 februárjától mandátuma lejártáig, 2014 novemberéig töltötte be. 2015 júliusában az új EB-elnök, Jean-Claude Juncker tanácsadójának nevezte ki a nemzetközi élelmiszer-biztonságot érintő kérdésekben.
Még ugyanezen év novemberének elején, a bukaresti Colectiv szórakozóhelyen történt tömegkatasztrófa miatt – az utcára vonuló tüntetők nyomására – bejelentette lemondását Victor Ponta kormányfő. Klaus Johannis államfő november 10-én – a parlamenti pártokkal folytatott egyeztetést követően – felkérte egy szakértői kormány megalakításra. 2015. november 17-én a képviselőház és a szenátus együttes ülésén bizalmat kapott az általa összeállított technokrata kormány. A kabinet még aznap letette a hivatali esküt, Cioloș pedig átvette a miniszterelnöki széket a leköszönő Sorin Cîmpeanu ügyvezető kormányfőtől.